# Pampus (tijdschrift)
Pampus was de naam van een maandelijks, Nederlands muziektijdschrift dat werd uitgegeven door het Genootschap voor Hitologie.

## Het Genootschap voor Hitologie
Het Genootschap voor Hitologie, opgericht in september 1973, was een vereniging van hitlijstenverzamelaars.  De wens van deze vereniging was een blad te maken dat het contact tussen liefhebbers van hitlijsten bevordert.  Hierin werd voorzien door het uitgeven van een tijdschrift dat de naam Pampus droeg.  Dankzij advertenties in muziekbladen vond men de nodige abonnees.  Ook publiceerde men diverse belangwekkende boekwerkjes.
Hitologie is een woord dat is samengesteld uit de term hit en het achtervoegsel -ologie; hiermee wil men de bestudering van hitlijsten en hits aanduiden.

## Tijdschrift
De eerste editie van het gestencilde tijdschrift verscheen in november 1973 met 31 leden, vijf jaar later waren dat er zo'n 250.  Wegens geldgebrek werd toen besloten om het blad elke twee maanden te laten verschijnen.  Kort daarna, in april 1979, verscheen het laatste nummer.  Tegelijk met bekendmaking hiervan door Theo Visser in een brief van 5 juni 1979 werd het blad overgenomen door Hitmemories.
Het eerste aardige wapenfeit van Pampus betrof de publicatie van de toentertijd nooit gepubliceerde en nooit uitgezonden Veronica Top 40 nr. 26 van 30 juni 1973 (deze hitparade werd uitgezonden noch gepubliceerd uit protest tegen het toen op handen zijnde gedwongen verdwijnen van het zendschip van Radio Veronica).
In de loop der jaren publiceerde men maandelijks onder andere hit- en tiplijsten uit het verleden, jaaroverzichten van hitlijsten, overzichten van nummer 1-hits uit binnen- en buitenland, artikelen over popgroepen met rekenwerk en hitologie, enzovoort.
De redactieleden van het eerste uur waren Freek Kennis, Theo Visser en Douwe IJsendijk.  De samenstelling van de redactie wisselde nogal eens, door de jaren heen passeerden vele namen van medewerkers de revue.  De laatste redactieleden waren Piet de Meer, Hans Blaauwbroek en Gijs van Empel, met eindredactie van Theo Visser.

## Publicaties
Het Genootschap voor Hitologie publiceerde (of werkte mee aan het publiceren van) diverse boekwerkjes/werkstukken.  Dit waren o.a.:
- Veronica Top 40, 1965-1966, het originele complete hitlijstenboek1
- Veronica Top 40, 1967-1968, het originele complete hitlijstenboek2
- Hitlijsten van Veronica: 1969-1970
- Veronica Top 40 Research: 1965-1974 (deel I, uitg. 1974)
- Veronica Top 40 Research: aanvulling 1974-1975 (deel II, uitg. 1976)
- Platenresearch 1965-1975 (uitg. 1976)
- Radio Noordzee Research
- Veronica Top 1000 1965-1976
- Veronica LP Research 1970-1976 (incl. aanvulling Nederlandse Top 40 en Tipparade van 1976)
- De top 3491 (naar aanleiding van 12½ jaar Top 40; uitg. 1977)3
- Hitlijstenjaarboek 1977 (1e jaarboek)
- Hitlijstenjaarboek 1978
- Hitlijstenjaarboek 1979
- Hitlijstenjaarboek 1980

## Voetnoten
1. Hierin ontbreken: 2 januari 1965 en 31 december 1966.
Van 8 januari 1966, 5 februari 1966 en 10 september 1966 is alleen een ingetypte pagina afgedrukt.
2. Hierin ontbreekt: 6 januari 1968; tevens ontbreken deze twee lijsten:
- 21 oktober 1967 (4 november 1967 is tweemaal afgedrukt)
- 20 april 1968 (6 april 1968 is tweemaal afgedrukt)
Daarnaast hierin opgenomen:
  - Nederlandse Top 100 van het jaar 1968
  - Nederlandse Top 100 van het jaar 1969
3. Daarnaast hierin opgenomen:
  - Nummer 1-hits in de Veronica Top 40 (2 januari 1965 t/m 25 juni 1977)
  - Alarmschijven (1 november 1969 t/m 25 juni 1977)